# دوري الدرجة الأولى الروماني 1939–40
دوري الدرجة الأولى الروماني 1939–40 (بالرومانية: Divizia A 1939-1940)‏ هو الموسم 28 من  دوري الدرجة الأولى الروماني. أقيم خلال الفترة 27 أغسطس 1939 وحتى 9 يونيو 1940، وأشرف على تنظيمه اتحاد رومانيا لكرة القدم، وكان عدد الأندية المشاركة فيه  12، وفاز فيه فينوس بوخارست بعد أن لعب 22 مباراة وفاز بـ 14 منها.

## نتائج الموسم
| المركز | فريق          | لعب | ف  | ت | خ | له | عليه | ف.أ | نقاط | ملاحظة |
| ------ | ------------- | --- | -- | - | - | -- | ---- | --- | ---- | ------ |
| 1      | فينوس بوخارست | 22  | 14 | 3 | 5 | 59 | 19   | +40 |      |        |